# Wnętrzniaki

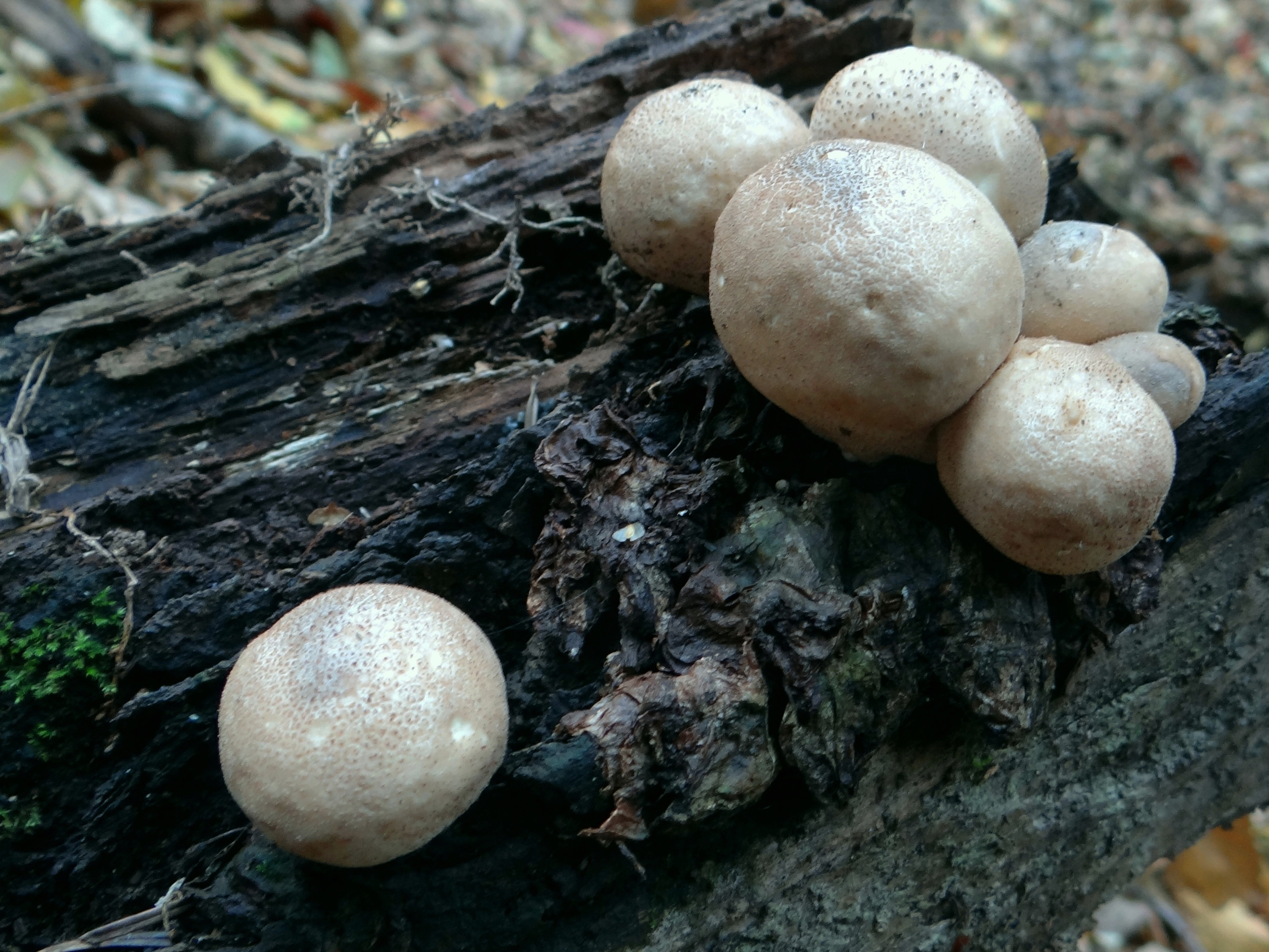
Purchawka gruszkowata

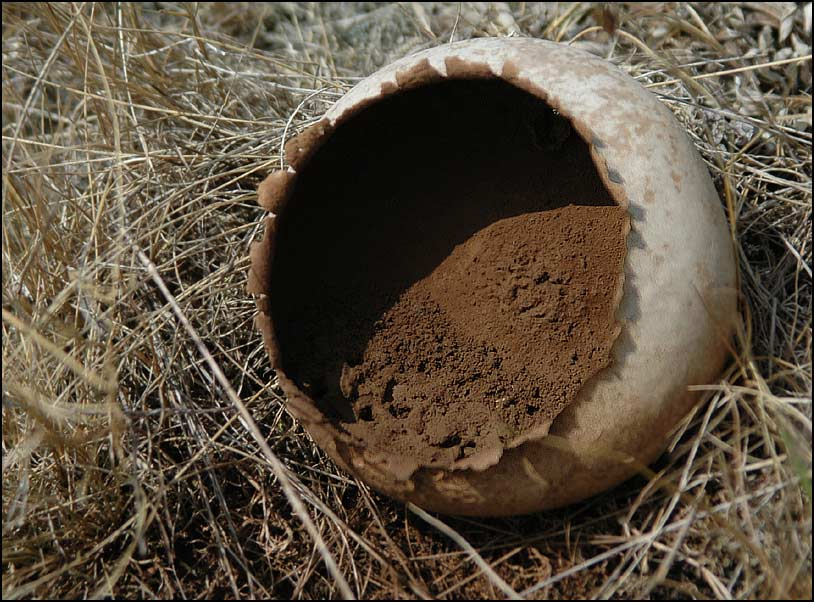
Dojrzały owocnik purchawki oczkowanej

Wnętrzniaki, grzyby gasteroidalne (łac. Gasteromycetes) – w dawnych systemach klasyfikacyjnych (I połowa XX w.) nazwą tą określano takson grzybów o zamkniętych owocnikach. Wówczas grzyby zaliczano jeszcze do roślin. Była to klasyfikacja sztuczna, oparta na podobieństwie budowy. Później okazało się, że zaliczane do niej gatunki są polifiletyczne i potwierdziły to badania genetyczne. W obecnych systemach klasyfikacyjnych, opartych na pokrewieństwie, takiego taksonu nie wyróżnia się, nazwa ta funkcjonuje jednak jako nazwa grupy grzybów o wspólnych cechach budowy.

## Morfologia i rozwój
Podstawczaki o owocnikach zamkniętych, osłoniętych okrywą, pod którą znajduje się hymenofor wytwarzający zarodniki lub perydiole. Po dojrzeniu zarodników okrywa pęka umożliwiając rozsiewanie się zarodników. U grzybów wytwarzających perydiole uwolnienie zarodników następuje przez odpadnięcie nakrywki (epifragmy).
Grzyby gasteroidalne tworzą wyraźnie zróżnicowane owocniki, ale we wszystkich przypadkach zarodniki powstają i dojrzewają wewnątrz nich. Nie są wydalane na siłę, jak w przypadku grzybów blaszkowych i większości innych przedstawicieli podstawczaków, ale są uwalniane pasywnie na wiele różnych sposobów. W rodzajach Lycoperdon, Bovista, Calvatia i Geastrum zarodniki są uwalniane przez wiatr lub przez krople deszczu. W tym drugim przypadku na szczycie owocników tworzy się otwór (ostiola), przez którą zarodniki są wyrzucane na zewnątrz przez uderzające krople deszczu. W rodzajach Phallus, Mutinus, Clathrus i Lysurus zarodniki powstają wewnętrznie w galaretowatych jajach. Po osiągnięciu dojrzałości jaja otwierają się i powstają różne dziwnego kształtu owocniki z zarodnikami pokrytymi zgniłym, śmierdzącym śluzem, który przyciąga muchy i to one rozprzestrzeniają je. W rodzajach Cyathus i Crucibulum powstają miniaturowe perydiole, wyglądem zewnętrznym przypominające jaja. Wewnątrz nich są pakiety zarodników. Perydiole wyrzucane są przez krople deszczu i mogą wylądować w pewnej odległości, później osłona perydioli stopniowo ulega rozkładowi uwalniając zarodniki.
Grzyby podziemne z rodzaju Tuber (trufla) wydzielają silny zapach, który zwabia zwierzęta (m.in. dziki i jelenie), które wygrzebują je spod ziemi i zjadają, przy okazji rozprzestrzeniając ich zarodniki. W podobny sposób rozsiewają się zarodniki tzw. „fałszywych trufli” Rhizopogon, Hymenogaster i Melanogaster. Ich owocniki rozwijają się pod ziemią lub na powierzchni gleby jako grzyby półpodziemne. Niektóre z nich mają charakterystyczny zapach i są wyszukiwane przez małe ssaki, które mogą je zjadać, przy okazji rozprzestrzeniając ich zarodniki. Niektóre nowozelandzkie grzyby z rodzaju Leratiomyces mają kształt i kolor podobny do jagód, a ich zarodniki mogą być przenoszone przez ptaki żerujące na ziemi.
Większość wnętrzniaków to grzyby saprotroficzne rozwijające się na martwym materiale roślinnym, w tym na bardzo zgniłym, leżącym na ziemi lub zagrzebanym w niej drewnie, ale gatunki z rodzajów Scleroderma, Pisolithus i wiele fałszywych trufli są grzybami ektomykoryzowymi i tworzą wzajemnie korzystne związki z korzeniami żywych drzew. Wytwarzanie zarodników w zamkniętym owocnikach jest przystosowaniem do życia w suchych warunkach. Kilka rodzajów, w tym Podaxis, Battarrea, Phellorinia i Tulostoma występują właśnie na takich suchych siedliskach jak stepy i pustynie, a niektóre występują również na wydmach w strefach umiarkowanych.

## Systematyka
Takson Gasteromycetes utworzył Elias Fries w 1821 r. Zaliczano do niego m.in. takie rzędy grzybów, jak: czarnobrzuszkowce, gniazdnicowce, gwiazdoszowce, pałeczkowce, purchawkowce, tęgoskórowce.
Przeciwieństwem wnętrzniaków były grzyby o otwartym owocniku zaliczane do klasy Hymenomycetes Fr. One również są taksonem nieaktualnym. Pośrednią grupą między nimi są grzyby sekotioidalne.